# Simochromis
Genre
Simochromis est un genre de poissons de la famille des Cichlidae.

## Liste des espèces
Selon FishBase (26 janv. 2017) :
- Simochromis diagramma (Günther, 1894)

Les autres espèces de ce genre ont été transférées dans le genre Pseudosimochromis.